# Relative Leistungsturniere
Relative Leistungsturniere sind eine Form der relativen Leistungsbeurteilung eines Arbeitnehmers innerhalb einer Firma oder Organisation. Hierbei werden die Leistungen der Mitarbeiter verglichen und bilden als relative Beurteilung die Basis der Entlohnung des jeweiligen Mitarbeiters. Durch dieses spezielle Entlohnungsschema sollen Anreize für die Arbeitnehmer geschaffen werden, sodass diese eine bessere Performance bezüglich ihres Outputs oder vorher getätigten Investitionen zeigen.
Die ursprüngliche Tournamenttheorie wurde von Edward P. Lazear und Sherwin Rosen im Jahre 1981 entwickelt, bevor das Turniermodell im Laufe der Jahre weiter modifiziert wurde, sodass heute viele verschiedene Formen der Turnierlösung zu finden sind.

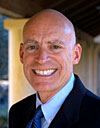
Edward P. Lazear

## Gründe für eine Turnierlösung
Relative Leistungsturniere (rank- order tournaments) findet man überall dort in der betrieblichen Praxis, wo mehrere Arbeitnehmer anhand ihrer erzielten Leistungen miteinander verglichen werden. Dieser Leistungsvergleich führt zu Konsequenzen für das Einkommen der Beteiligten. Typische Beispiele für Leistungsturniere sind Beförderungsturniere oder Assessment-Center. Sie basieren auf der Prinzipal-Agent-Theorie. Im Fall der Leistungsturniere stellt der Arbeitnehmer den Agent dar, während der Arbeitgeber den Prinzipal darstellt, die in einer Auftragsbeziehung zueinander stehen, da der Prinzipal auf die Leistung oder das Humankapital des Agenten angewiesen ist und dieser dafür entlohnt wird. Jedoch kann der Prinzipal dabei nicht beobachten, wie sehr sich der Agent anstrengt und wie gewissenhaft er seinen Aufgaben nachgeht. Außerdem besitzen sie den Vorteil, dass sie die Lösung für drei essentielle Probleme darstellen.
Das erste Problem wäre die nicht-Kontrahierbarkeit der Arbeitsleistungen, die durch eine Selbstbindung der Unternehmensleitung verhindert wird. Der Prinzipal kann die Lohnkosten nicht im Nachhinein senken, da er fälschlicherweise behauptet, dass die Agenten zu wenig Leistung erbracht hätten. Bereits vor Turnierbeginn wurde nämlich eine feste Turnierpreisstruktur bestimmt, die auch von dritter Seite her beobachtbar und damit kontrahierbar ist. Durch die verbindliche Turnierpreisstruktur wird auch jeder Arbeitnehmer sich nicht zurückhalten und sein möglichst Bestes geben, da jeder den Gewinnerpreis erhalten möchte.
Das zweite Problem wäre die nicht-Kontrahierbarkeit des betriebsspezifischen Humankapitals. Dieses lässt sich im Prinzip genauso lösen wie die nicht-Kontrahierbare Arbeitsleistung. Nur das Leistungskriterium wird ausgetauscht. Den Gewinnerpreis erhält nun nicht mehr der Arbeitnehmer mit der höchsten Arbeitsleistung, sondern der mit dem größten betriebsspezifischen Humankapitals, welches zwar nicht exakt berechnet werden kann aber durch eine ordinale Reihenfolge angegeben wird.
Das dritte und letzte Problem wäre das Hidden-Action-Problem. Der Arbeitsinput e eines Arbeitnehmers ist zwar nicht beobachtbar aber dafür sein Arbeitsergebnis q(e, ϴ). So sind neben Leistungsturniere auch einmalige Prämien oder Boni möglich, die eben von q abhängen. Einer Leistungszurückhaltung und damit Hidden-Action-Problem wird durch den Leistungswettbewerb entgegengewirkt.

## Originaltheorie
Lazear und Rosen verknüpften mit ihrem Turniermodell erstmals relative Leistungsbeurteilungen in Form eines Turniers mit dem Arbeitsmarkt.
So untersuchten sie in ihrer Arbeit, inwiefern relative Leistungsturniere eine effiziente Methode für eine optimale Anreizsetzung darstellen, sodass die jeweiligen Arbeitnehmer das optimale Anstrengungsniveau wählen.
Hierfür analysierten sie drei verschiedene Modelle:
Zunächst untersuchten Lazear und Rosen ein Akkordlohn-Modell und berechneten gemäß ihrer Annahmen die optimale Anstrengung. Auf Basis dieser Ergebnisse analysierten sie ein Turniermodell mit risikoneutralen Arbeitern und verglichen das dortige Anstrengungsniveau mit dem zuvor berechneten Akkordlohnniveau.
Schlussendlich modifizierten sie dieses Turniermodell, um eine Analyse mit zwei risikoaversen Arbeitnehmern durchzuführen.
In jedem Modell wurde zunächst das Verhalten der Turnierteilnehmer anhand ihrer Erwartungsnutzen und Kostenstrukturen analysiert und ihre Strategien gegeben der Strategien des Gegenspielers untersucht.
Im Folgenden wird das zweite Modell der risikoneutralen Arbeitnehmer genauer erläutert.

### Die Rahmenbedingungen
Zunächst treffen Lazear und Rosen folgende Annahmen bezüglich des Tournamentmodells.
Um die Analyse zu vereinfachen, wird zunächst von einem einperiodigen Modell ausgegangen. Dies schließt etwaige Einflüsse wie beispielsweise Zukunftssorgen (Career-Concers) aus und hat zudem zur Folge, dass alle getroffenen Entscheidungen ein Leben lang gelten.
Jeder der Turnierteilnehmer wählt vor Antritt des Turniers ein beliebiges Investitionslevel in spezielle Fähigkeiten wie die Investition in betriebsspezifisches Humankapital. Allerdings birgt diese Investition auch Kosten für die jeweiligen Teilnehmer.
Beide haben jeweils einen Output {\displaystyle \textstyle q_{i}}, der aus der Investition {\displaystyle \textstyle e_{i}} und einem unbeobachtbaren Störterm {\displaystyle \textstyle \theta _{i}} besteht. {\displaystyle \textstyle q_{i}=e_{i}+\theta _{i}}. Bei beiden Termen ist die Verteilung zwar bekannt, wobei lediglich der Turnierteilnehmer sein eigenes Investitionslevel kennt und der Arbeitgeber somit nur den Gesamtoutput beobachten kann.
Dadurch weiß der Arbeitgeber nicht, ob der hohe Output durch eine große Anstrengung zustande gekommen ist oder ob der Turnierteilnehmer lediglich einen hohen Störterm und somit viel Glück gehabt hat.
Zudem treffen Lazear und Rosen weitere Annahmen bezüglich des Modellrahmens.
So befinden sich sowohl die Turnierteilnehmer als auch der Arbeitgeber auf einem kompetitiven Markt, wobei eine Kollusion zwischen den Arbeitnehmern ausgeschlossen ist.

### Aufbau
Betrachtet werden zunächst zwei risikoneutrale Arbeiter, von denen der Turniergewinner den Gewinnerpreis {\displaystyle \textstyle W_{1}} erhält und der Verlierer den Verliererpreis {\displaystyle \textstyle W_{2}}.
Die jeweilige Produktionsfunktion wird durch {\displaystyle \textstyle q_{i}=e_{i}+\theta _{i}} beschrieben. Dabei gewinnt derjenige Turnierteilnehmer, der den größten Output {\displaystyle \textstyle q} erwirtschaftet. Hierbei ist vor allem die ordinale Reihenfolge der erwirtschafteten Outputs essentiell. Dies stellt einen weiteren Vorteil des Turniers gegenüber der ergebnisabhängigen Entlohnung dar, da eine genaue Messung des Outputs nicht notwendig ist, sondern dieser lediglich in Relation zum Output des Turniergegners gesetzt wird. 

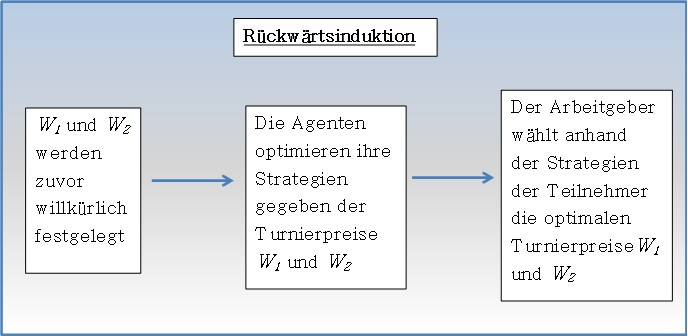
Durch die Rückwärtsinduktion werden diejenigen Turnierpreise ermittelt, die die optimalen Anreize schaffen.

Das Turnier selbst folgt einem bestimmten Ablauf: Zunächst werden durch den Arbeitgeber die Spielregeln und Preise festgelegt. Anhand dieser Struktur wählen die Agenten ihren Einsatz bzw. ihr Investitionslevel, welches ihren Erwartungsnutzen maximiert.
Analysiert wird dieses Turnier per Rückwärtsinduktion. So legt der Arbeitgeber zunächst zwei willkürliche Turnierpreise {\displaystyle \textstyle W_{1}}und {\displaystyle \textstyle W_{2}} fest. Da aufgrund der Annahme eines kompetitiven Marktes die Nullprofit-Bedingung für den Arbeitnehmer gilt, wird im nächsten Schritt der Erwartungsnutzen der Turnierteilnehmer maximiert. Im letzten Schritt wählt der Arbeitgeber diejenige Löhne, die die optimalen Anreize schaffen.
Es wird zu sehen sein, dass der Anreiz mit der Turnierpreisdifferenz {\displaystyle W_{1}-W_{2}} steigt. Der Anreizmechanismus ist dabei Folgender: Je größer der Abstand zwischen den beiden Preisen ist, desto größer sind im Endeffekt auch die Opportunitätskosten einer nicht erfolgreichen Turnierteilnahme, weshalb der Agent auf keinen Fall verlieren möchte. Jedoch hat eine Erhöhung dieser Preisdifferenz auch bestimmte Kosten (siehe Gefahren der relativen Leistungsturniere).

### Die Turnierteilnehmer
Lazear und Rosen betrachteten zunächst ein Turniermodell mit zwei risikoneutralen Turnierteilnehmern, welche in einem innerbetrieblichen Wettbewerb gegeneinander antreten.
Zur Vereinfachung wird angenommen, dass die Turnierteilnehmer die gleichen Kosten {\displaystyle \textstyle C(e)} für ihre Investition haben. Gegeben der getroffenen Annahmen kann der Erwartungsnutzen durch folgende Funktion beschrieben werden:
{\displaystyle (P)(W_{1}-C(e))+(1-P)(W_{2}-C(e))=PW_{1}+(1-P)W_{2}-C(e)\qquad {\mathtt {(1)}}}
{\displaystyle \textstyle P} stellt hier die Gewinnwahrscheinlichkeit dar. Die Wahrscheinlichkeit, dass der Teilnehmer {\displaystyle \textstyle j} gewinnt, ist somit:
{\displaystyle P=\operatorname {prob} (q_{j}>q_{k})}
da sein Output größer sein muss, als der seines Gegners, um das Turnier zu gewinnen.
Allerdings muss auch die Differenz der tatsächlich geleisteten Investition {\displaystyle \textstyle e_{j}} größer sein, als das „Glück“, dass der Gegenspieler in diesem Falle hat. Andernfalls investiert der Spieler {\displaystyle \textstyle j} zwar tatsächlich mehr, aber der Gegenspieler kann durch viel Glück – hier ausgedrückt durch einen hohen Störterm {\displaystyle \textstyle \theta _{k}} – die Differenz ausgleichen und dadurch gewinnen.
Die Wahrscheinlichkeit, dass Spieler {\displaystyle \textstyle j} gewinnt, ist somit determiniert durch folgende Gleichung
{\displaystyle P=\operatorname {prob} (q_{j}>q_{k})=\operatorname {prob} (e_{j}-e_{k}>\theta _{k}-\theta _{j})=\operatorname {prob} (e_{j}-e_{k}>\xi )=G(e_{j}-e_{k})\qquad {\mathtt {(2)}}}
Hierbei gelten nun die folgenden Annahmen: {\displaystyle \textstyle \xi \equiv \theta _{k}-\theta _{j}} . Da die Störterme unabhängig und identisch verteilt sind, mit einem Erwartungswert von {\displaystyle 0} und einer Varianz von {\displaystyle \textstyle \sigma ^{2}}. Weiterhin ist {\displaystyle \textstyle G(.)} hierbei die akkumulierte Verteilungsfunktion der Störtermdifferenz mit der dazugehörigen Dichtefunktion {\displaystyle \textstyle g(\xi )}. Somit entspricht die Wahrscheinlichkeit, dass die Investitionsdifferenz größer als die Störtermdifferenz ausfällt, {\displaystyle \textstyle G(e_{j}-e_{k})}. Dies führt dazu, dass die Wahrscheinlichkeit zu gewinnen neben dem eigenen Output auch von dem Störterm des Gegenspielers abhängig ist, was bei den eigenen Investitionsentscheidungen miteinbezogen werden muss.
Zur Berechnung der optimalen Investitionsstrategie wird der Erwartungsnutzen des Turnierteilnehmers maximiert. Da beide Mitarbeiter die gleiche Kostenfunktion besitzen und ihr Verhalten dadurch symmetrisch ist, kann der Erwartungsnutzen ausgedrückt werden als:
{\displaystyle \max(e_{i})PW_{1}+(1-P)W_{2}-C(e_{i})=\max(e_{i})P(W_{1}-W_{2})+W_{2}-C(e_{i}),{\text{ mit }}i=j,k}
(Wichtig: Aufgrund der Annahmen in {\displaystyle {\mathtt {(2)}}} ist {\displaystyle P} hier auch eine Funktion von {\displaystyle e_{i}})
Nach Bedingung 1. Ordnung gilt:
{\displaystyle {\frac {\partial EU}{\partial e_{i}}}=(W_{1}-W_{2}){\frac {\partial P}{\partial e_{i}}}-C'(e_{i})=0\qquad {\mathtt {(3)}}}
Da der eigene Turniererfolg auch von den Entscheidungen des Mitstreiters abhängt, maximiert jeder Spieler seinen eigenen Erwartungsnutzen gegeben der Strategien des Gegenspielers.
Nach der Annahme {\displaystyle {\mathtt {(2)}}} gilt hierbei:
{\displaystyle {\frac {\partial P}{\partial e_{j}}}={\frac {\partial G(e_{j}-e_{k})}{\partial e_{j}}}}
Die Reaktionsfunktion von Spieler {\displaystyle j} (analog Spieler {\displaystyle k}) wird also beschrieben als:
{\displaystyle (W_{1}-W_{2})g(e_{j}-e_{k})-C'(e_{j})=0\qquad {\mathtt {(4)}}}
Da beide Spieler die gleiche Kostenfunktion besitzen, ist ihr Verhalten identisch. Das bedeutet, dass sie beide das gleiche Investitionslevel wählen werden. Somit gilt {\displaystyle e_{j}=e_{k}=e}. Falls diese Annahme erfüllt ist, so gilt wiederum: {\displaystyle P=G(e_{j}-e_{k})=G(0)={\frac {1}{2}}}. Dies bedeutet, dass die Gewinnwahrscheinlichkeit für jeden Spieler in reinen Strategien {\displaystyle \textstyle P={\frac {1}{2}}} beträgt.
Setzt man die Gewinnwahrscheinlichkeit nun in die Reaktionsfunktion {\displaystyle {\mathtt {(4)}}}, erhält man
{\displaystyle (W_{1}-W_{2})g(0)-C'(e_{i})=0}
{\displaystyle (W_{1}-W_{2})g(0)=C'(e_{i})} mit {\displaystyle \textstyle i=j,k\qquad {\mathtt {(5)}}}
{\displaystyle {\frac {W_{1}-W_{2}}{2}}=C'(e_{i})}
Daher hängt die optimale Wahl der Investitionslevel von {\displaystyle \textstyle e_{i}} von der Turnierpreisdifferenz {\displaystyle W_{1}-W_{2}} ab.

#### Das Unternehmen
Die Firma selbst hat folgende Gewinnfunktion, wobei {\displaystyle \textstyle V} hier den Wert einer produzierten Einheit darstellt.
{\displaystyle \Pi =V\cdot Q-C},
wobei gilt:
- {\displaystyle V\cdot Q=(q_{j}+q_{k})\cdot V}
- {\displaystyle C=W_{1}+W_{2}}

Setzt man diese Annahmen in die Gewinnfunktion, ergibt sich für die Firma ein Gewinn von:
{\displaystyle {\text{Gewinn}}=(q_{j}+q_{k})\cdot V-(W_{1}-W_{2})\qquad {\mathtt {(6)}}}
Auch gilt die Annahme eines kompetitiven Marktes, was dazu führt, dass die Firma keinen Profit erwirtschaftet. Nach der Annahme der Null-Profit-Bedingung ergibt sich somit folgende Umformung der Gleichung {\displaystyle \textstyle {\mathtt {(6)}}}
{\displaystyle W_{1}+W_{2}=(q_{j}+q_{k})\cdot V}
hierbei muss beachtet werden, dass im Gleichgewicht aufgrund der identischen Kostenstruktur der Agenten {\displaystyle \textstyle q_{j}=q_{k}=q} gilt.
Dies wird nun in die Gleichung {\displaystyle \textstyle {\mathtt {(6)}}} eingesetzt.
{\displaystyle W_{1}+W_{2}=V\cdot 2e}
{\displaystyle {\frac {W_{1}-W_{2}}{2}}=Ve\qquad \qquad \qquad \qquad \qquad \qquad {\mathtt {(7)}}}
Der Ausdruck {\displaystyle {\mathtt {(7)}}} wird nun in die Reaktionsfunktion {\displaystyle {\mathtt {(1)}}} eingesetzt. Hierbei muss beachtet werden, dass im Gleichgewicht {\displaystyle \textstyle P={\frac {1}{2}}} gilt.
{\displaystyle PW_{1}+(1-P)W_{2}-C(e)\quad \left|P={\frac {1}{2}}\right.}
{\displaystyle {\frac {1}{2}}W_{1}+{\frac {1}{2}}W_{2}-C(e)\quad \left|{\frac {W_{1}+W_{2}}{2}}=Ve\right.\quad {\mathtt {(8)}}}
{\displaystyle V(e)-C(e)\qquad \qquad \qquad \qquad \qquad \quad {\mathtt {(9)}}}
Letzterer Ausdruck wird nun nach {\displaystyle \textstyle e} maximiert, um die optimale Investitionsmenge der Agenten zu berechnen.
{\displaystyle \mathrm {max} _{e}Ve-C(e)=V-C'(e)=0}
Somit gilt:
{\displaystyle V=C'(e)} 

### Schlussfolgerung
Lazear und Rosen berechneten in einem ersten Schritt den Wert der Produktionseinheit einer Firma mit derselben Kostenstruktur bei Akkordlöhnen ohne Informationsasymmetrie, um eine vergleichbare First-Best-Lösung zu zeigen. Das Ergebnis der Akkordlöhne stimmt mit diesem Ergebnis überein. Durch die Turnierlösung kann also die First-Best-Lösung trotz Informationsasymmetrie implementiert werden.
Dies zeigt eine Stärke der Turnierlösung gegenüber outputabhängigen Entlohnungsschemata. In Situationen, in denen der Output durch Informationsasymmetrien nicht konkret gemessen werden kann, besitzen Turniere einen großen Vorteil, da hierbei nur die ordinale Rangfolge eine Rolle spielt. Somit fallen aufwendige Messungskosten weg, weshalb diese Entlohnungsmöglichkeit für das Unternehmen weitaus kostensparender ist und trotzdem ausreichende Anreize für die Agenten setzt.

## Erweiterung des Modells

### Turniervarianten
Das Turniermodell von Lazear und Rosen wurde im Laufe der Jahre immer weiter entwickelt und modifiziert, sodass heute viele verschiedene Entlohnungssysteme und Turniervarianten existieren.
Die in den folgenden Beispielen erläuterten Modelle, haben sich in der Wirklichkeit durchgesetzt und sind die in der Wirtschaft am häufigsten anzutreffenden Leistungsturniere.
In der ersten Variante legt der Prinzipal zwei Preise fest. {\displaystyle W_{1}} und {\displaystyle W_{2}}, wobei {\displaystyle W_{1}} der Gewinnerpreis ist und dementsprechend > {\displaystyle W_{2}} ist. Die Preisvergabe erfolgt durch eine Stellen bzw. Rangbezogene Entlohnung. Dieses Schema wird erstmals von Kräkel als U-Type bezeichnet, da diese Form des Leistungsturniers oft in den USA verwendet wird. Ein populäres Beispiel hierfür wäre das Beförderungsturnier. Der Gewinner erhält die Beförderung in eine höhere Ebene/Hierarchie und die dazu entsprechende Gehaltsaufstockung von {\displaystyle W_{1}}, während der Verlierer trotz nicht-Beförderung ein Plus von {\displaystyle W_{2}} auf sein Gehalt bekommt. Die Festlegung der Preise und ihrer Differenz ist die erste Stufe im Leistungsturnier. In der zweiten Stufe wählt der Agent dann sein persönlich optimales Anstrengungsniveau {\displaystyle e_{k}} um sein Nettoeinkommen zu maximieren.
In der zweiten Variante ist das Entlohnungsprinzip nicht stellen-, sondern personenbezogen. Diese Form wird von Kräkel als J-Type bezeichnet, da sie überwiegend im Japanischen Raum angewendet wird. Dabei wird in der ersten Stufe eine kollektive Summe {\displaystyle W_{}} vorgegeben, die als Bonuszahlung für die Agents vorliegt. Im Rahmen eines Leistungsbeurteilungssystems kann jeder Agent über hohe Arbeitsleistung, innovative Verbesserungsvorschläge und Investition in sein betriebsspezifisches Humankapital seinen Anteil am Unternehmensgewinn steigern, um mehr von der Bonuszahlung zu erhalten. Sprich, bringt Agent k doppelt so viel Leistung wie Agent j, so bekommt Agent k auch das Doppelte an Bonuszahlung. Somit erhält der Arbeitnehmer mit der besten Arbeitsleistung den größten Anteil der Bonuszahlung und wird zum Gewinner des Turniers erklärt. Sein individuelles Anstrengungsniveau entscheidet jeder Agent in der Stufe zwei für sich persönlich.

### Gemeinsame Grundlage
Beide Modelle haben eine gemeinsame Ausgangslage, die an das Originalmodell angelehnt ist.
Wie zuvor erläutert erwirtschaftet jeder Agent einen Output {\displaystyle \textstyle q}. Dabei kann er entweder erfolgreich sein und den Output {\displaystyle \textstyle q_{h}} erzielen oder nicht erfolgreich sein und den Output {\displaystyle \textstyle q_{l}<q_{h}} mit {\displaystyle \textstyle q_{l}>0} realisieren.
Die Outputs sind von allen drei Beteiligten zwar beobachtbar aber nicht verifizierbar und damit auch nicht kontrahierbar. Prinzipal proklamiert prinzipiell den Misserfolg mit {\displaystyle q_{l}} um seine Lohnkosten zu senken. Da die rational denkenden Agenten das wissen, leisten diese nur noch minimale Anstrengung. Ferner wird angenommen, dass die Agenten ihr Anstrengungsniveau in einem Intervall zwischen 0 und 1 wählen können -> {\displaystyle e_{k}} , {\displaystyle e_{j}} ϵ(0,1).
Arbeitnehmer {\displaystyle k(j)} realisieren mit einer Wahrscheinlichkeit {\displaystyle e_{k}} ({\displaystyle e_{j}}) einen Erfolg und mit der Gegenwahrscheinlichkeit {\displaystyle \textstyle 1-(e_{k})} {\displaystyle \textstyle (1-(e_{j})} einen Misserfolg. Es sei angenommen, dass beide Agents gleiche Arbeitsleid bzw. Kostenfunktion (in monetären Werten gemessen) von {\displaystyle \textstyle c(e_{i})} mit {\displaystyle c>0} und ({\displaystyle i=k,j}) besitzen. Daraus erfolgt eine symmetrische Wahl der Anstrengungsniveaus. Der monetäre Reservationspreis lautet V≥0 für beide. Somit unterliegen Agent k und j keiner Eigenmittelbeschränkung (Limited liability). Turnierpreise bzw. Löhne können beliebig negativ sein.

### U-Type
Da die stellenbezogene Entlohnung und die Besetzung der „neuen“ Stelle mit internen Bewerbern unmittelbar von einer dritten Partei nachgeprüft werden kann, ist das U-Type-Turnier verifizierbar und damit kontrahierbar. Dadurch kommt eine glaubhafte Selbstbindung des Prinzipals zustande, weshalb er nun keine Lohnkosten mehr über eine opportunistische Leistungsbeurteilung einsparen kann. Im U-Type-Modell gibt es einen Gewinnerpreis {\displaystyle W_{1}} und einen Verliererpreis {\displaystyle W_{2}}. Im ersten Schritt maximiert der Agent k sein Nettoeinkommen, welches dem Erwartungsnutzen entspricht. Agent j ist analog dazu. Dabei besteht der Erwartungsnutzen aus vier Teilen:
Im ersten Teil realisiert der Agent k den höheren Output und erhält somit als Gewinner des Turniers {\displaystyle W_{1}}. Im zweiten und dritten Teil ist der Output beider Agenten identisch, da sie beide entweder gleich erfolgreich bzw. erfolglos waren. Der Wurf einer fairen Münze entscheidet wer der Gewinner bzw. der Verlierer ist. Im letzten Teil erhält der Agent k den Verliererpreis {\displaystyle W_{2}}, da er einen niedrigeren Output als Agent j erwirtschaftet hat und somit das Turnier verliert.
Um nun die optimale Anstrengung zu berechnen, maximiert der Agent seinen Erwartungsnutzen über die Bedingung erster Ordnung(BEO). Hierbei handelt es sich um die sogenannte Anreizbedingung. Das errechnete Ergebnis ist für beide Agenten dasselbe und damit symmetrisch. Da sich somit beide Agenten im gleichen Maße anstrengen, haben sie im Optimum eine jeweilige Gewinnwahrscheinlichkeit von ½. Mit einem ansteigenden Gewinnerpreis steigt auch das Anstrengungsniveau. Umgekehrt, sinkt die Arbeitsanstrengung mit ansteigendem Verliererpreis, da dieser die Rückfallposition des Agenten bei Nullanstrengung darstellt. Somit wird nur der Zuwachs von der Turnierpreisdifferenz beide Turnierteilnehmer motivieren sich mehr anzustrengen(Anreizschraube).
Im nächsten Schritt maximiert der Prinzipal den erwarteten Gesamtoutput abzüglich der Lohnkosten. Dies tut er unter der Nebenbedingung, dass die Teilnehmer die vorgeschlagene Entlohnung auch akzeptieren und am Turnier teilnehmen. Es handelt sich um die Akzeptanzbedingung. Neben dem Effekt der „Anreizschraube“ gibt es noch einen anderen Aspekt, weshalb der Prinzipal den Verliererpreis so niedrig wie nur möglich halten soll. Nämlich um seine Lohnkosten so gering wie nur möglich zu halten. Der Prinzipal wird also im Optimum den Verliererpreis so niedrig wählen, dass die Akzeptanzbedingung grad noch bindend ist. Diese bindende Akzeptanzbedingung setzt man dann in die Zielfunktion des Prinzipals ein. Zur Errechnung vom optimalen ΔW wird die Funktion erneut abgeleitet (BEO). Im letzten Schritt wird dann das neue Ergebnis in die Anreizbedingung eingesetzt um nun das endgültige Anstrengungsniveau {\displaystyle e_{US}^{*}} zu bekommen.
Der Prinzipal setzt im Optimum die Turnierpreisdifferenz genau so, damit auch gleichzeitig die First-Best-Lösung induziert wird. Die Interpretation des Ganzen wäre, dass der Prinzipal den Verliererpreis exakt so wählt, dass die Teilnehmer auf ihren jeweiligen Reservationsnutzen gedrückt werden, da diese nicht durch limited liability geschützt sind. Es bestehen keine Anreizprobleme infolge von Risikoaversion. Sämtliche First-Best-Wohlfahrtsgewinne fallen dem Prinzipal zu, der nun die „Anreizschraube“ ΔW so justiert, dass die gemeinsame Wohlfahrt von allen Beteiligten maximiert wird. Zum Schluss kann man über die optimale Turnierpreisdifferenz und die bindende Akzeptanzbedingung die optimalen Turnierpreise explizit bestimmen.

### J-Type
Ähnlich dem U-Type-Turnier maximiert der Agent sein Nettoeinkommen über seinen Arbeitseinsatz.
Der Agent k erhält den Anteil der Lohnsumme, den er relativ gesehen zu seinen Mitstreitern erwirtschaftet hat. Somit erhält derjenige Agent den größten Lohnanteil, der den höchsten Output erwirtschaftet. Falls beide den gleichen Output erwirtschaften, wird die Lohnsumme gleichsam unter den Agenten aufgeteilt.
Genau wie im U-Type-Turnier wählen die Teilnehmer dasselbe Anstrengungslevel. Der Prinzipal kann hier die kollektive Lohnsumme W gezielt festlegen, um die Anreize für die Turnierteilnehmer zu justieren. Der Prinzipal maximiert nun durch die Wahl der kollektiven Lohnsumme seinen erwarteten Gewinn unter der Beachtung der Anreizbedingung und der Akzeptanzbedingung.
Im Vergleich zur U-Type-Variante ist hier der entscheidende Unterschied, dass der Prinzipal hier keinen Gewinner- und Verliererpreis, sondern nur eine kollektive Lohnsumme besitzt, mit der er steuern und eingreifen kann. Ebenfalls kann er nicht sämtliche Renten für sich abschöpfen.

### Vor – und Nachteile der Turniervarianten
Welches Modell ein Unternehmer nun wählen sollte, hängt von bestimmten Kriterien ab. Im Folgenden werden einige Kriterien darstellt.
1. Anzahl der Turnierteilnehmer:
 Handelt es sich um nur zwei Agenten, wie in den oben stehenden Rechnungen angenommen, so wird das U-Type-Modell dominieren, da man auf Grund des direkten Vergleichs zwischen zwei Teilnehmern mehr Anstrengung der jeweiligen Agenten annimmt. Sobald die Anzahl jedoch steigt, also n>2 ist, dominiert das J-Type-Modell. Mit steigender Anzahl wird die Wahrscheinlichkeit, dass man im U-Type-Modell gewinnt geringer. Die Agenten verlieren an Motivation und strengen sich nicht mehr genügend an. Im J-Type-Modell lohnt sich jedoch jede Anstrengung, da jeder noch so kleine Beitrag zu einer Verbesserung seines Lohnes führt.
2. Kollusion:
 Hierbei handelt es sich um die interne Absprache der Agenten sich mit der jeweiligen Leistung zurückzuhalten. Dabei hat das J-Type-Modell eine geringere Kollusionsstabilität. Denn wenn sich alle Agenten absprechen, ihre Leistung niedrig zu halten lohnt es sich für jeden Einzelnen von dieser Vereinbarung abzuweichen, da die zu erwartende Lohnsumme beim J-Type größer ist als im U-Type. Mit der kleinsten Abweichung könnte der Agent somit eine höhere Lohnsumme bekommen als im U-Type.
3. Investition in Humankapital:
 Hier dominiert das J-Type-Modell. Hat ein Agent beim U-Type-Turnier mehr betriebsspezifisches Humankapital als sein Gegner, so ist die Wahrscheinlichkeit, dass er das Turnier gewinnt auch höher. Der Teilnehmer mit dem geringeren Humankapital verliert an Motivation und hält sich mit seiner Leistung zurück, während im J-Type wieder jede Leistung zählt und sich lohnt. Der Mitarbeiter ist unabhängig von der Größe seines betriebsspezifischem Humankapitals bis zum Schluss motiviert.
4. Konkurrenzsituation:
 Wie aus dem ersten Punkt(Anzahl der Turnierteilnehmer) zu entnehmen ist, dominiert auch hier das J-Type Modell. Je höher die Teilnehmeranzahl, umso geringer wird die Wahrscheinlichkeit für jeden Einzelnen, das Turnier im U-Type-Modell zu gewinnen. Die Motivation sinkt und die Leistung nimmt ab, während sie im J-Type-Modell konstant bleibt.[8][9]

## Gefahren der relativen Leistungsturniere
Relative Leistungsturniere sind vor allem bei asymmetrischen Informationsproblemen von Vorteil. Allerdings birgt dieses Entlohnungsschema auch bestimmte Risiken. Zwei dieser Risiken sind Sabotage und Rat Races (dt. Rattenrennen).

### Sabotage
Durch die Turnierpreisdifferenz haben die Teilnehmer Anreize, sich durch eine bessere Performance von ihren Mitstreitern abzusetzen. Jedoch bietet die Struktur der relativen Leistungsbeurteilung für die Arbeiter auch verschiedene Möglichkeiten, ihre Ressourcen einzusetzen.
So kann das Turnier von den Teilnehmern auf zwei verschiedenen Wegen gewonnen werden.
Zum einen können sie sich mehr anstrengen, d. h. mehr Arbeitseinsatz zeigen oder mehr in betriebsspezifisches Humankapital investieren. Zum anderen können sie aber auch den Output ihres Mitstreiters negativ beeinflussen, um dadurch ihren eigenen Output relativ gesehen zu erhöhen. Somit ziehen sie nicht nur aus ihrem eigenen Arbeitserfolg, sondern auch aus dem Misserfolg der Mitstreiter direkten Nutzen.
Wenn die Anstrengungen den Output des anderen durch Sabotage oder Mobbing negativ zu beeinflussen geringer sind, als die, den eigenen Output zu erhöhen, so ist der Anreiz bzw. die Gefahr für Sabotage hoch.
Sabotage und Mobbing kann sich vielfach zeigen. Allein schon durch die Zurückhaltung relevanter Informationen oder Verbreitung von Gerüchten kann der Mitstreiter behindert werden.
Sabotage stellt zudem auch ein ökonomisches Problem dar: Der Output des Gegners wird verringert, ohne dass der eigene Output erhöht wird, da ein Teil der Ressourcen auf die Sabotage verwendet wird. Dies verringert den Gesamtoutput, was negative Folgen für den Gesamterfolg des Unternehmens hat.

### Ursachen
Bei sabotageanfälligen Turnieren können die Agenten das Turnier sowohl durch Erhöhung ihres Arbeitseinsatzes als auch durch größere Sabotageaktivitäten gewinnen.
Der Prinzipal möchte, wie in den Modellen zuvor erläutert, die Agenten zu mehr Arbeitsanstrengungen motivieren. Dies steuert er beispielsweise im U-Type-Turnier durch die Lohnpreisdifferenz.
Jedoch stellt eine große Turnierpreisdifferenz auch das zentrale Problem bei Sabotage dar. Denn eine große Turnierpreisdifferenz schafft zwar einerseits große Anreize für die Agenten, sich anzustrengen, aber erhöht auch andererseits die Opportunitätskosten im Falle einer nicht erfolgreichen Turnierteilnahme. Somit hängen die Sabotageanstrengungen ebenfalls von der Turnierpreisdifferenz ab. D.h. mit einer erhöhten Turnierpreisdifferenz steigt auch die Sabotagegefahr.
Bezogen auf eine stellenbezogene Turniervariante zeigt dies, dass der Abstand zwischen den Gehaltsniveaus verschiedener Hierarchieebenen den gestiegenen Anreiz für uneffektiven Arbeitseinsatz in Form von Sabotage oder auch Überanstrengung (siehe Rattenrennen) bedingt.
Da ein relatives Leistungsturnier ebenfalls den Anreiz zur Teamarbeit verringert, wird von Lazear gefordert, Turniere nur dort zu veranstalten, wo Teamarbeit und Kooperation nicht notwendig für den Unternehmensgewinn sind.

#### Gegenmaßnahmen
Als eine mögliche Gegenmaßnahme kann die Turnierpreisdifferenz gesenkt werden, was direkt den Anreiz zur Sabotage verringert. Jedoch ist solch eine Senkung auch mit einer Verringerung des Produktivitätsanreizes verbunden, da dieser ebenfalls über die Differenz vermittelt wird. Somit muss das Unternehmen jeweils abwägen, ob es für optimale Arbeitsanreize die Sabotage in Kauf nimmt oder ob die Kosten der Sabotage überwiegen und sie für eine Verringerung der Sabotageeffekte die Preisdifferenz senkt.
Zudem ist Sabotage in den Unternehmen verboten. Die Firma könnte also weiter in Aufdeckungsmechanismen investieren, Sabotagetätigkeiten entsprechend zu sanktionieren. Dies würde direkt die Effektivität der Sabotageanstrengungen beeinflussen. Außerdem kann auch auf die Sabotage dahingehend eingewirkt werden, dass die Turnierteilnehmer räumlich voneinander getrennt werden, um die gegenseitige Behinderung zu verhindern. Dies würde ebenfalls den Aufwand, Sabotage zu betreiben – also die Sabotagekosten – erhöhen.
Allerdings ist gerade die kostensparende Form der relativen Beurteilung ein großer Vorteil der Turniervariante, da hier kaum Kosten in die Beobachtung der Teilnehmer investiert werden müssen. Beobachtungskosten zur Aufdeckung von Sabotage würden diesem Argument widersprechen.

### Rat Races
Ein weiteres Problem der relativen Leistungsturniere stellt das Rattenrennen (engl. Rat Races) dar.
Die Bezeichnung Rattenrennen beschreibt das Phänomen, dass zwei Arbeiter in der Absicht, sich gegenseitig zu überbieten, ihre Anstrengungen immer weiter verstärken, bis ihr hohes Anstrengungsniveau bzw. die dort auftretenden Kosten in keinerlei Relation zu dem eigentlichen Preis mehr stehen.
Dieses Phänomen tritt gerade dort stark auf, wo Teilnehmer um „unteilbare und daher knappe Positionen“ (Franck, E./ Müller, J.C.: (2000),3) konkurrieren. Die Verknappung führt dazu, dass der „Preis“ immer weiter steigt und somit ein sehr hoher Anreiz für die Agenten entsteht.
Es gibt zwei wichtige Arten von Rattenrennen. Bei dem ersten Rennen, auch Signalrennen genannt, sind die Eigenschaften wie beispielsweise Talent von dem Arbeitgeber nicht direkt beobachtbar. Somit versuchen die Teilnehmer sich durch übermäßige Anstrengung von dem Turniergegner zu differenzieren, um ihr höheres Talent zu beweisen. Das zweite Rennen ist ein Positionsrennen, bei dem ein relativer Leistungsvergleich der Turnierteilnehmer stattfindet. Dies führt dazu, dass sich die Teilnehmer durch höheren Einsatz versuchen zu überbieten, um den Gewinnerpreis zu erhalten.
Kosten entstehen hierbei sowohl für den Arbeitgeber, da ein Nutzenverlust als Folge des geradezu verschwenderischen Ressourceneinsatz entsteht und für die Teilnehmer, da sie unter anderem gesundheitliche Schäden durch die Übernutzung ihrer Ressourcen davontragen können.
Ein weiteres Problem entsteht, sobald die Arbeitnehmer nicht mehr die gleiche Kostenstruktur bzw. Technologie besitzen. So kann ein zu schwacher Agent davon absehen, mit einem offensichtlich stärkeren Teilnehmer zu konkurrieren, da er aufgrund der zu hohen Anstrengungskosten selbst keinen positiven Nutzen mehr aus dem Rennen zieht. Dadurch gehen die gewollten Anreize des Turniers verloren.

#### Ursachen
Unter der Voraussetzung, dass das gewählte Anstrengungsniveau das Turnierergebnis entscheiden kann, ist eine zu hohe Turnierpreisdifferenz ebenfalls eine mögliche Ursache.
Hierbei entstehen zu starke Anreize, sodass sich die Arbeitnehmer für ein ineffizient hohes Anstrengungsniveau entscheiden.
Eine andere mögliche Ursache ist eine Stellenkürzung. Fallen Stellen weg, kann sich der Gehaltsunterschied zwischen zwei Stellen dermaßen vergrößern, dass die Opportunitätskosten im Falle einer nicht erfolgreichen Teilnahme am Turnier stark steigen. Der verstärkte Wunsch, die höhere Stelle zu erhalten, führt zu einer nicht optimalen Anstrengungswahl.

#### Gegenmaßnahmen
Ähnlich zur Sabotage kann auch hier der Arbeitgeber verschiedene Maßnahmen ergreifen, um ein Rattenrennen erfolgreich zu unterbinden.
So besteht ebenfalls die Möglichkeit einer räumlichen Trennung der Teilnehmer.
Zudem kann auch eine Reduktion der Turnierpreisdifferenz ein Rattenrennen verhindern, wobei hier wiederum eine Verringerung des Anreizmechanismus in Kauf genommen werden muss.
Auch kann der Arbeitgeber die Zusammensetzung der Turnierteilnehmer gezielt steuern, um so gewünschte Effekte zu erzielen.
So kann er zunächst die Turnierteilnehmer mit ähnlicher Technologie bzw. Stärken gegeneinander antreten lassen, um einen fairen Wettbewerb zu veranstalten. Eine andere Möglichkeit ist die Handicap-Lösung, bei der der Turniergewinner den Gegner um einen gewissen Mindestabstand schlagen muss, um sicher den Gewinnerpreis zu. Dies schafft weiterhin Anreize für den stärkeren Teilnehmer und ermutigt zugleich auch den Schwächeren, weiterhin mit dem stärken Gegner zu konkurrieren.
Somit kann der Arbeitgeber die Gefahren des Modells gezielt angehen, sodass das Turnier eine gute Alternative als Entlohnungsschema bei asymmetrischer Information darstellt.